# 尼寺廃寺跡

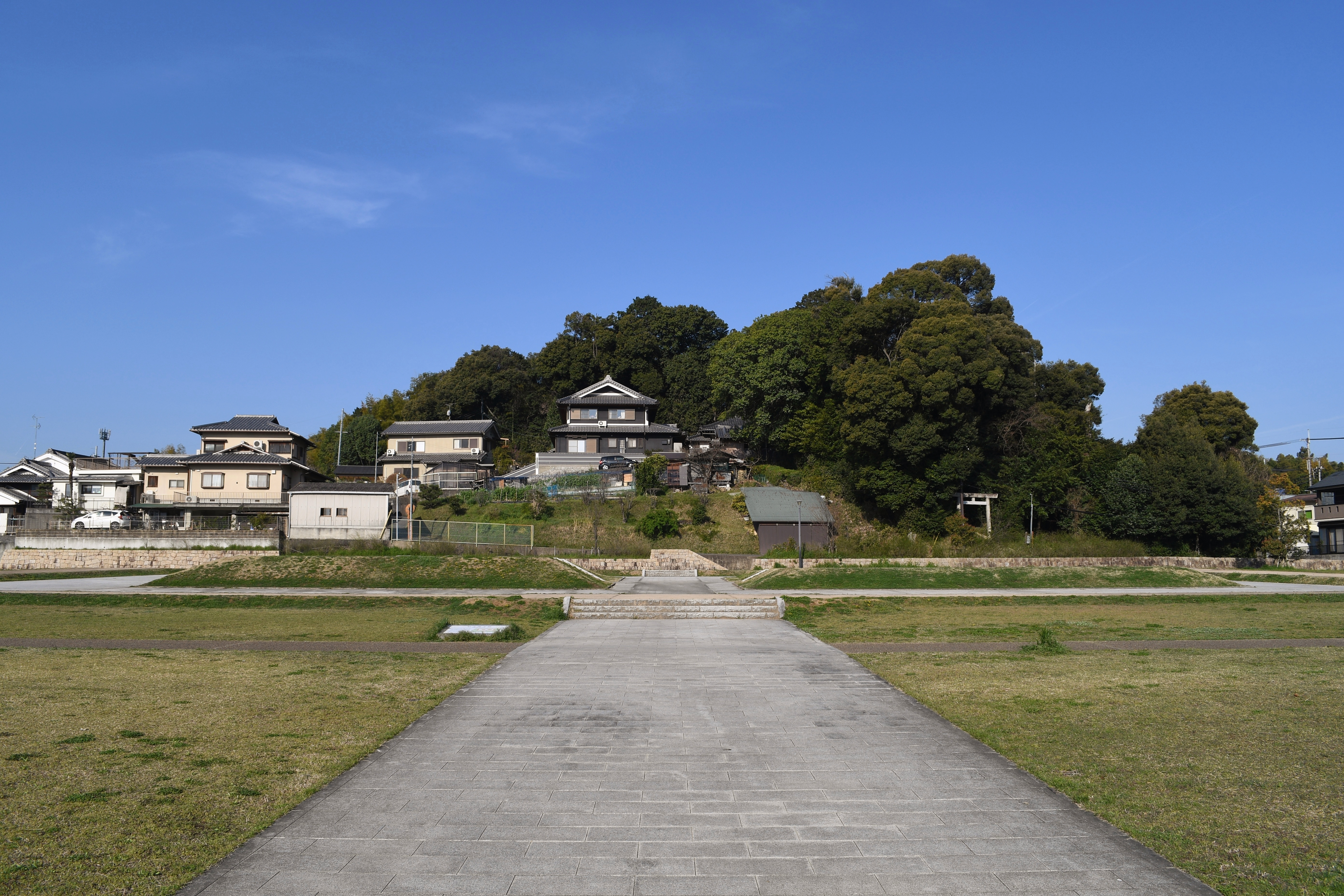
尼寺北廃寺跡 伽藍中央に中門跡、左奥に塔跡、右奥に金堂跡。

尼寺廃寺跡（にんじはいじあと）は、奈良県香芝市尼寺にある古代寺院跡。北廃寺・南廃寺の2伽藍から構成されており、北廃寺跡は国の史跡に指定され、北廃寺塔跡心礎出土品は奈良県指定有形文化財に指定されている。

## 概要
奈良県西部、奈良盆地西縁の丘陵部に位置する。南北約200メートル離れた北廃寺・南廃寺の2伽藍から構成され、北廃寺では1991-2000年度（平成3-12年度）に、南廃寺では2001年度（平成13年度）以降に主な発掘調査が実施されている。
北廃寺（尼寺北廃寺）は東向きの法隆寺式伽藍配置で、金堂・塔・中門・回廊・東門（東大門）の遺構が検出されている。特に塔心礎は巨大な地下式心礎であり、塔心礎としては日本最大級の規模になるとして注目されるとともに、心柱の柱座に添柱孔を伴う点、柱座から耳環などの舎利荘厳具が出土した点でも貴重な例になる。南廃寺（尼寺南廃寺）は調査が限られているが、南向きの法隆寺式伽藍配置で、般若院境内で金堂・塔の遺構が検出されている。
南廃寺の造営が先行して白鳳期の7世紀中葉頃に始まり、次いで北廃寺の造営が7世紀後半頃に始まり、平安時代頃には南廃寺が廃絶して、18世紀後半頃までには北廃寺も廃絶したと推定される。一帯では平野古墳群・平野窯跡群など7世紀代の遺跡が集中しており、造営氏族として敏達天皇系の茅渟王一族とする説が有力視されるほか、聖徳太子建立の葛城尼寺（葛木寺）に比定する説も挙げられている。7世紀後半当時の寺域・伽藍配置を知ることが出来るとともに、一帯の窯跡・古墳群の存在から造営背景となる氏族の動向を知ることが出来る点で重要視される寺院跡になる。
北廃寺の寺域は2002年（平成14年）に国の史跡に指定され、塔跡心礎出土品は2019年（平成31年）に奈良県指定有形文化財に指定された。現在では史跡整備のうえで「香芝市尼寺廃寺跡史跡公園」として公開されている。

## 歴史

### 古代

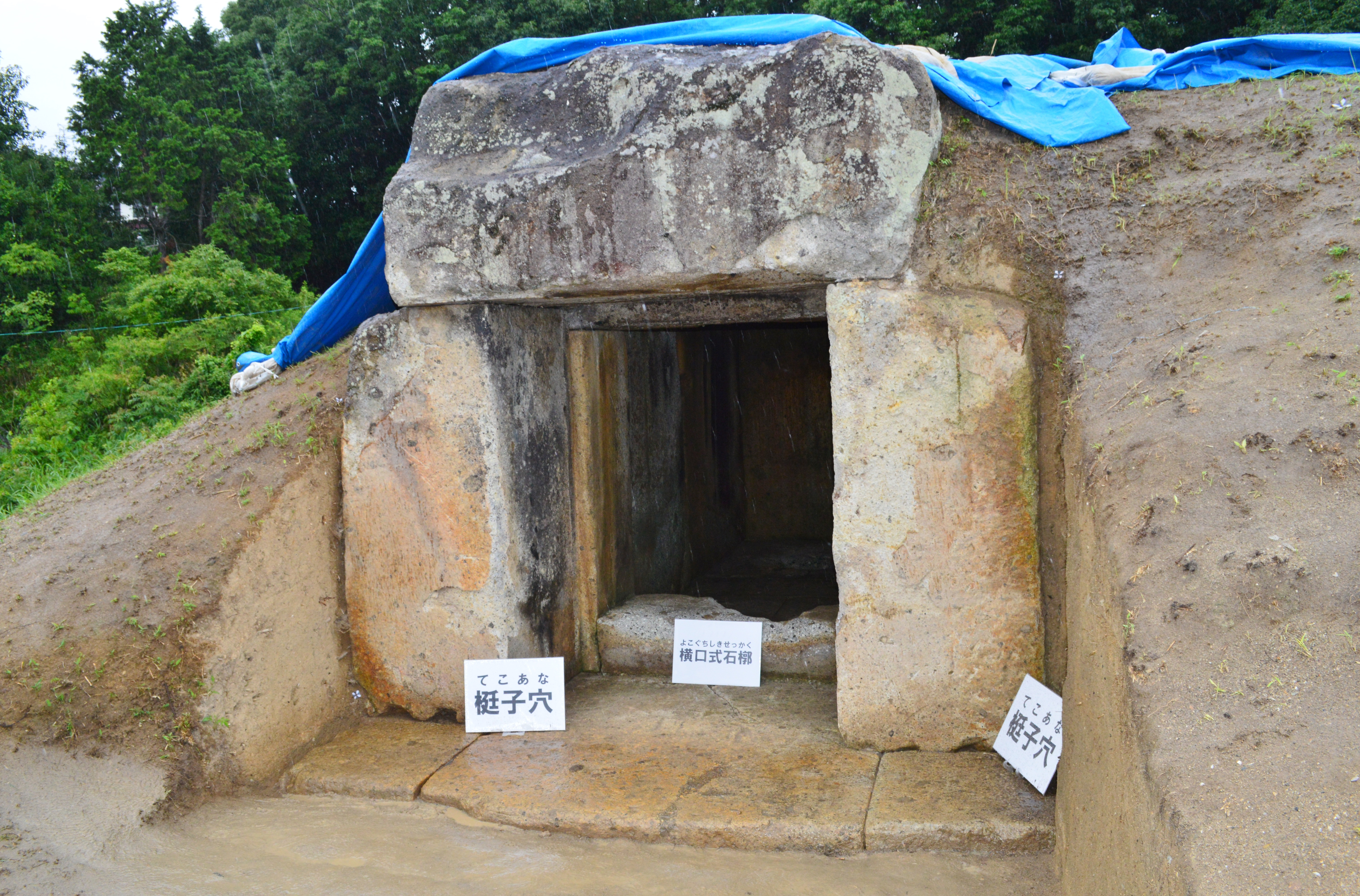
平野塚穴山古墳（香芝市平野）一説に敏達天皇皇孫の茅渟王墓。

創建は不詳。発掘調査によれば、北廃寺は飛鳥時代後半（白鳳期）の7世紀後半頃の創建で、南廃寺はそれに先行する7世紀中葉頃の創建と推定される。一帯の「片岡」と称される地域は敏達天皇系の王族が代々伝領した地とされ、南の平野塚穴山古墳（敏達天皇皇孫の茅渟王の墓か）を始めとする平野古墳群は茅渟王一族の墓と見られることから、特に敏達天皇系の茅渟王一族による創建と推測される。また元々の寺名については「般若寺」とする説が挙げられる。この説は、飛鳥池遺跡出土木簡の銘によって7世紀後半に「波若寺」の存在が認められること、現在も南廃寺付近に般若院が存在すること等が根拠とされる。
別説として、天平19年（747年）の『法隆寺伽藍縁起并流記資財帳』に聖徳太子建立七寺の1つとして「葛城尼寺」の記載があることから、葛城尼寺（葛木寺）に比定して聖徳太子による創建とする説もある。葛城尼寺は『太子伝玉林抄』に「妙安寺」として記載される寺院で、康和3年（1101年）11月2日の「定林寺妙安寺所司等解」によれば広瀬郡・葛下郡に散在する平田荘に隣接して妙安寺田があったことが知られる。しかし時期的な面で、少なくとも北廃寺には上宮王家との関係は認められないとされ、現在では和田廃寺跡（橿原市）を葛城尼寺に比定する説が有力視される。なお、般若院所蔵の安永6年（1777年）の台鉦には「華厳山般若院片崗尼寺」の銘があることから、『法隆寺伽藍縁起并流記資財帳』での「片岡僧寺」に対する「片岡尼寺」の別称があったとする説もある。
発掘調査によれば、北廃寺では飛鳥時代後半（白鳳期）の7世紀後半頃に塔が、8世紀初頭頃までに金堂・講堂・回廊が創建されたのち、平安時代初頭の9世紀-10世紀に焼失し、中世期後半までは存続したが、18世紀前半頃には最終的に廃絶に至ったと推定される。また南廃寺では北廃寺に先行する7世紀中葉頃に造営が開始され、7世紀後半頃までに金堂は完成したが塔の造営は続き、平安時代頃には廃絶したと推定される。その背景として、南廃寺の方が先に創建されたが地形的制約が大きく寺域が狭いため、北側において新たな大規模造成ののち北廃寺が創建されて寺の中心が北に移ったが（南廃寺は生活空間として機能か）、北と南の両寺院を維持することが難しくなったため南廃寺は自然に廃絶に至ったと見られる。北廃寺と南廃寺が同一氏族か別氏族かは明らかでなく、片方を僧寺（般若寺）、もう片方を尼寺（般若尼寺）と見る説もある。

### 近代以降
近代以降の変遷は次の通り。
- 戦前、尼寺集落内で瓦の採集[3]。
- 北廃寺
  - 1991-2000年度（平成3-12年度）、発掘調査（香芝市教育委員会、2003年に報告書刊行）[3][6]。
    - 1996年（平成8年）、塔基壇において日本最大級の心礎の発見[6]。

  - 2002年（平成14年）3月19日、国の史跡に指定[1]。
  - 2003年（平成15年）2月21日、塔跡出土品が「尼寺廃寺塔跡舎利荘厳具」として香芝市指定有形文化財に指定[7]。
  - 2003-2015年度（平成15-27年度）、史跡整備[6]。
  - 2016年（平成28年）4月21日、香芝市尼寺廃寺跡史跡公園の開園、学習館の開館[6]。
  - 2019年（平成31年）2月22日、塔跡出土品が「尼寺廃寺塔跡心礎出土品」として奈良県指定有形文化財に指定[2]。
- 南廃寺
  - 2001年度（平成13年度）以降、範囲確認調査（香芝市教育委員会）。
    - 2001年度（平成13年度）、薬師堂のある「ドヤマ」東側の発掘調査。北廃寺より遡る時期の斑鳩寺創建同笵瓦・坂田寺式瓦の出土[8]。
    - 2002年度（平成14年度）、ドヤマの発掘調査。焼失痕跡の検出[9]。
    - 2002-2003年度（平成14-15年度）、般若院境内の発掘調査。基壇2基の検出。法隆寺式伽藍配置と推定[9][4]。

## 遺構
伽藍は北廃寺・南廃寺の南北2ヶ所に分かれ、両伽藍は南北約200メートル離れて所在する。

### 北廃寺

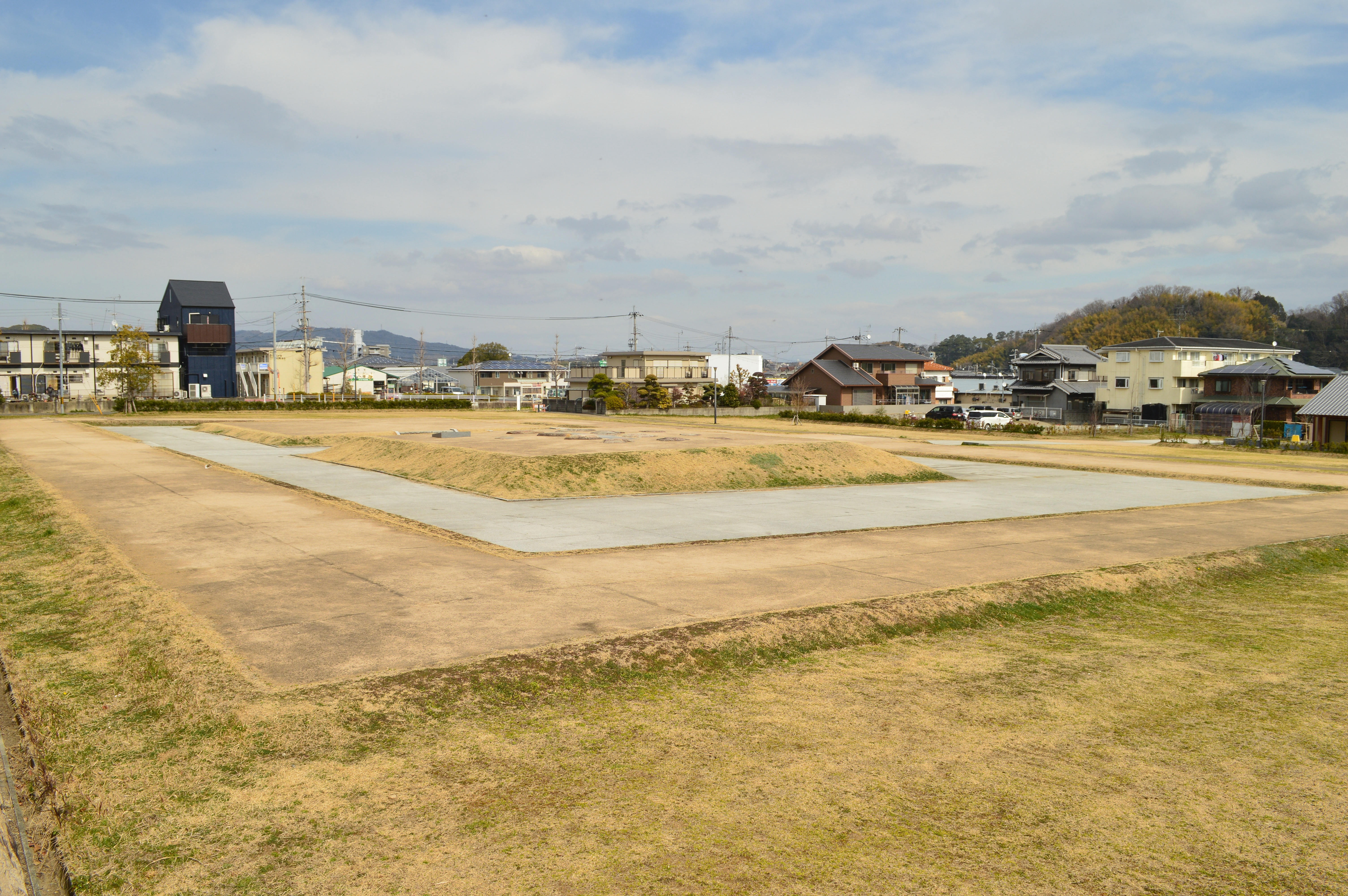
伽藍南西から望む。中央に塔跡、左奥に金堂跡、右奥に中門・東門（東大門）。

北廃寺（尼寺北廃寺）の寺域は南北約110メートル・東西約80-85メートル（約1町四方）で、築地塀をもって区画する。主要伽藍として、金堂が北、塔が南、中門が東に配される東向きの法隆寺式伽藍配置である。南北に長い寺域かつ東向きの伽藍配置となったのは地形的制約によるとされる（または東に太子道が通ったためか）。遺構の詳細は次の通り。

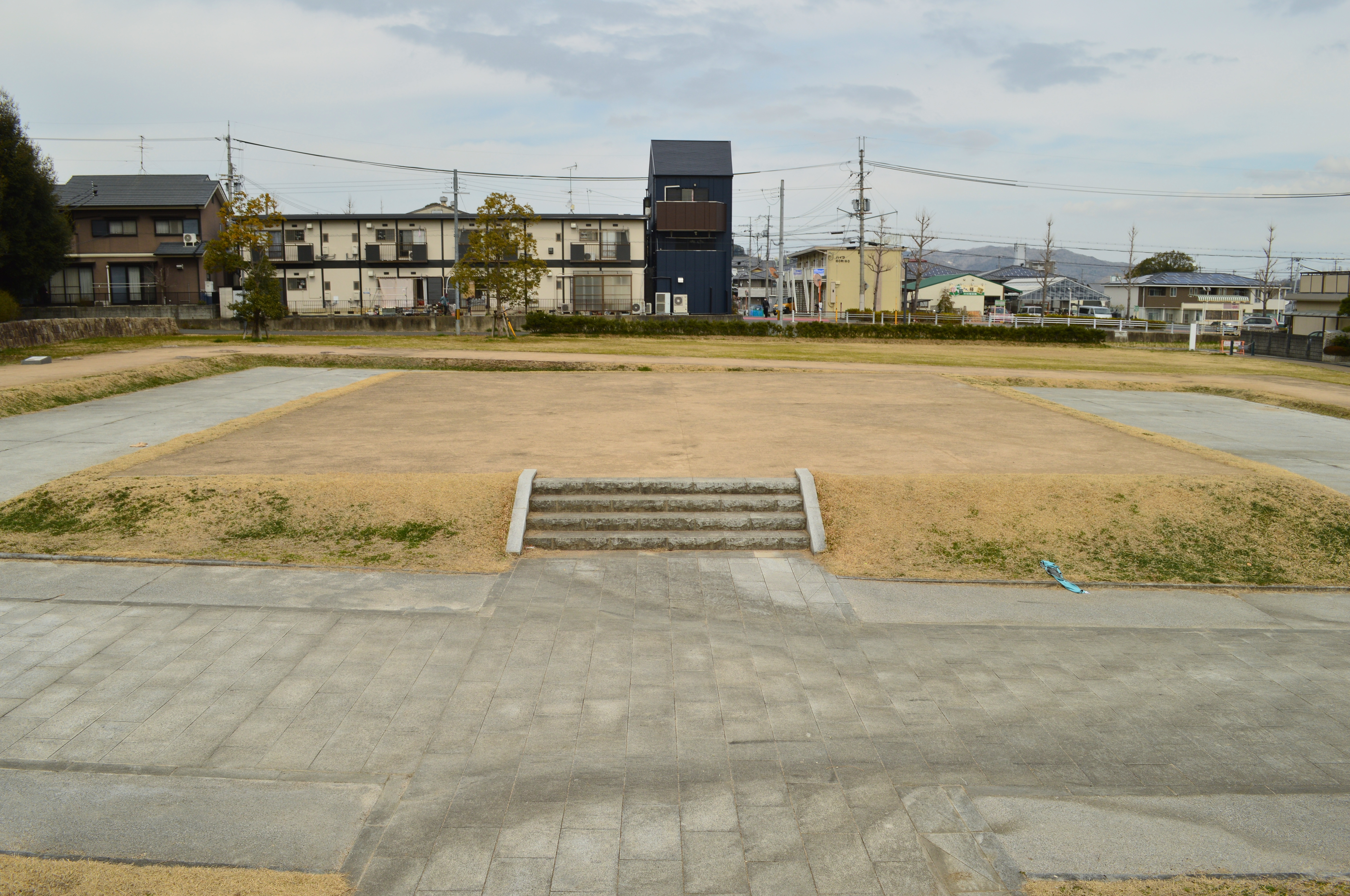
金堂
本尊を祀る建物。基壇は削平されているが、周囲に巡らされた雨落溝から東西約14.7メートル・南北約16.8メートルを測ると推定される。基壇上建物は基壇の規模から桁行4間・梁行3間程度と推測される。

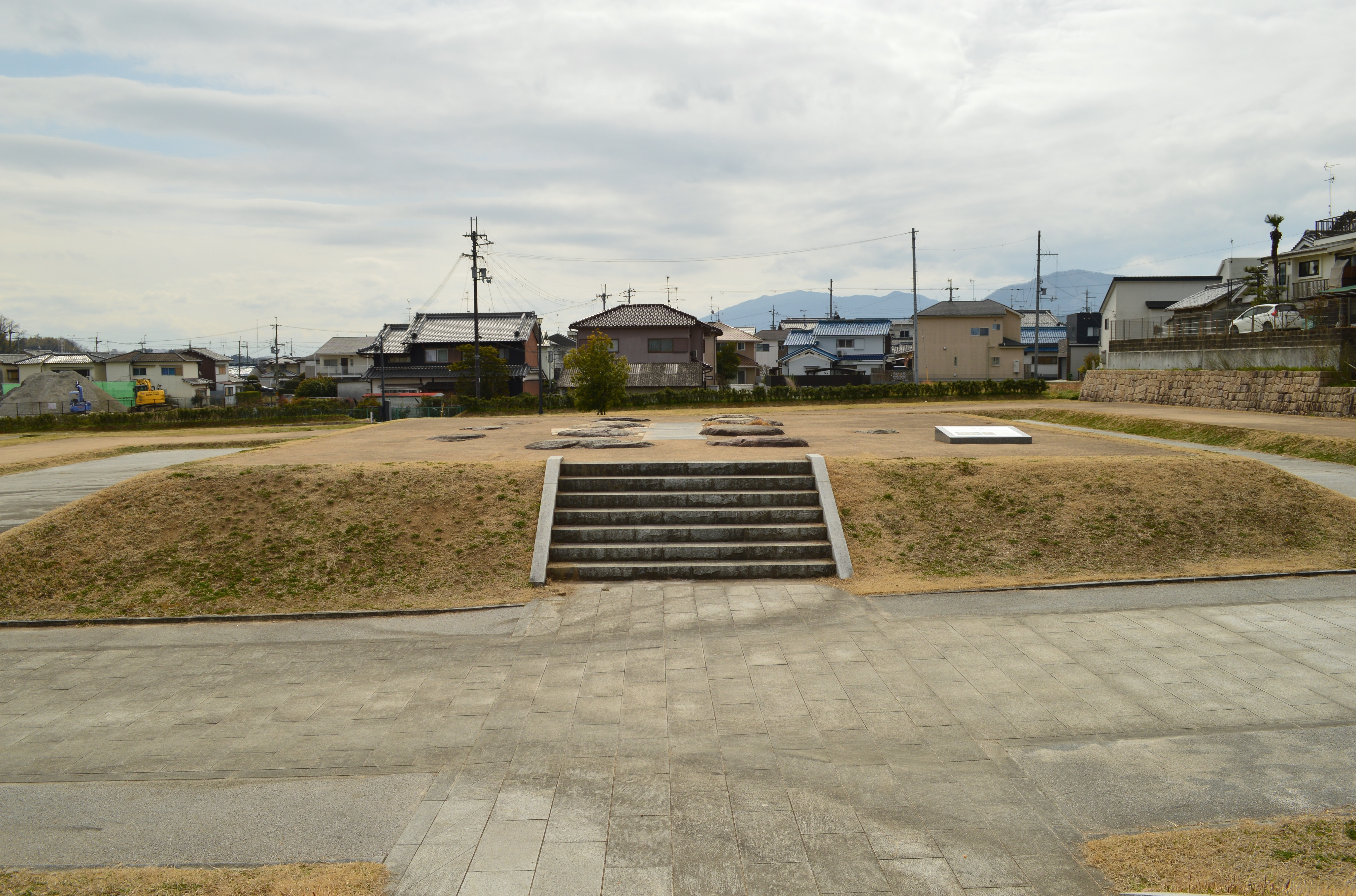
塔
釈迦の遺骨（舎利）を納めた塔。基壇は一辺約13.5メートル・高さ約1.4メートルを測る。基壇外装は削平のため不明。基壇上建物の柱間は2.36メートル（8尺）等間。礎石のうち、塔心礎1個・四天柱礎石4個・側柱礎石8個の計13個が遺存する。
塔心礎は地中に据えられた地下式心礎であるが、引き込む際に破断している。約3.8メートル四方を測る巨石が使用され、塔心礎としては日本最大級の規模になる。中央には心柱の柱座が彫り込まれ、その四方には添柱孔4本が彫り込まれる。添柱孔を有する心礎は尼寺北廃寺のほか斑鳩寺（法隆寺若草伽藍）・橘寺・西琳寺・野中寺でのみ知られる非常に珍しい例であり、渡来系氏族の持つ建築技術とする説がある。この塔心礎からは舎利荘厳具として、耳環・水晶玉・ガラス玉などが検出されている。
なお、香塔寺墓地にある僧聖阿（1840年死去）の墓では、塔石製露盤（推定）が台座に転用されるほか、塔側柱礎石（推定）が墓石に転用されている。
中門
伽藍東側において東面し、左右には回廊が取り付く。大部分が削平されているが、版築・焼瓦の範囲から基壇は幅約9.5メートルと推定される。
回廊
中門左右から出て金堂・塔を取り囲む。東西約44.3メートル・南北約71.4メートルを測る。基壇上建物は単廊で、桁行・梁行とも約3.5メートルを測る。
そのほか、築地塀東辺中央付近では東門（東大門）が検出されている。講堂は未検出のため明らかでなく、回廊北辺の北側に南面した可能性が指摘される。また回廊北辺では北門の存在が推測される。
寺域からの出土品としては多量の瓦がある。出土瓦の様相によれば、飛鳥時代後半（白鳳期）の7世紀後半頃に塔が創建され、次いで8世紀初頭頃までに金堂・講堂・回廊が相次いで造営されたと推定される。その後は平安時代初頭の9世紀-10世紀に焼失したが、中世期後半までの瓦が認められるほか、18世紀前半頃の陶磁器が大量に出土していることからその頃に最終的に廃絶したと推測される。『香塔寺略縁起』によれば、松永久秀が信貴山城にあった時（1573-1577年）に香塔寺一宇以外の諸寺院が破却されたとされ、その際にほとんどの堂宇が焼失したと見られる。ただし、僧聖阿（1840年死去）の墓に塔の推定部材が転用されることから、18世紀前半頃までは塔基壇上に堂宇が存在した可能性がある。

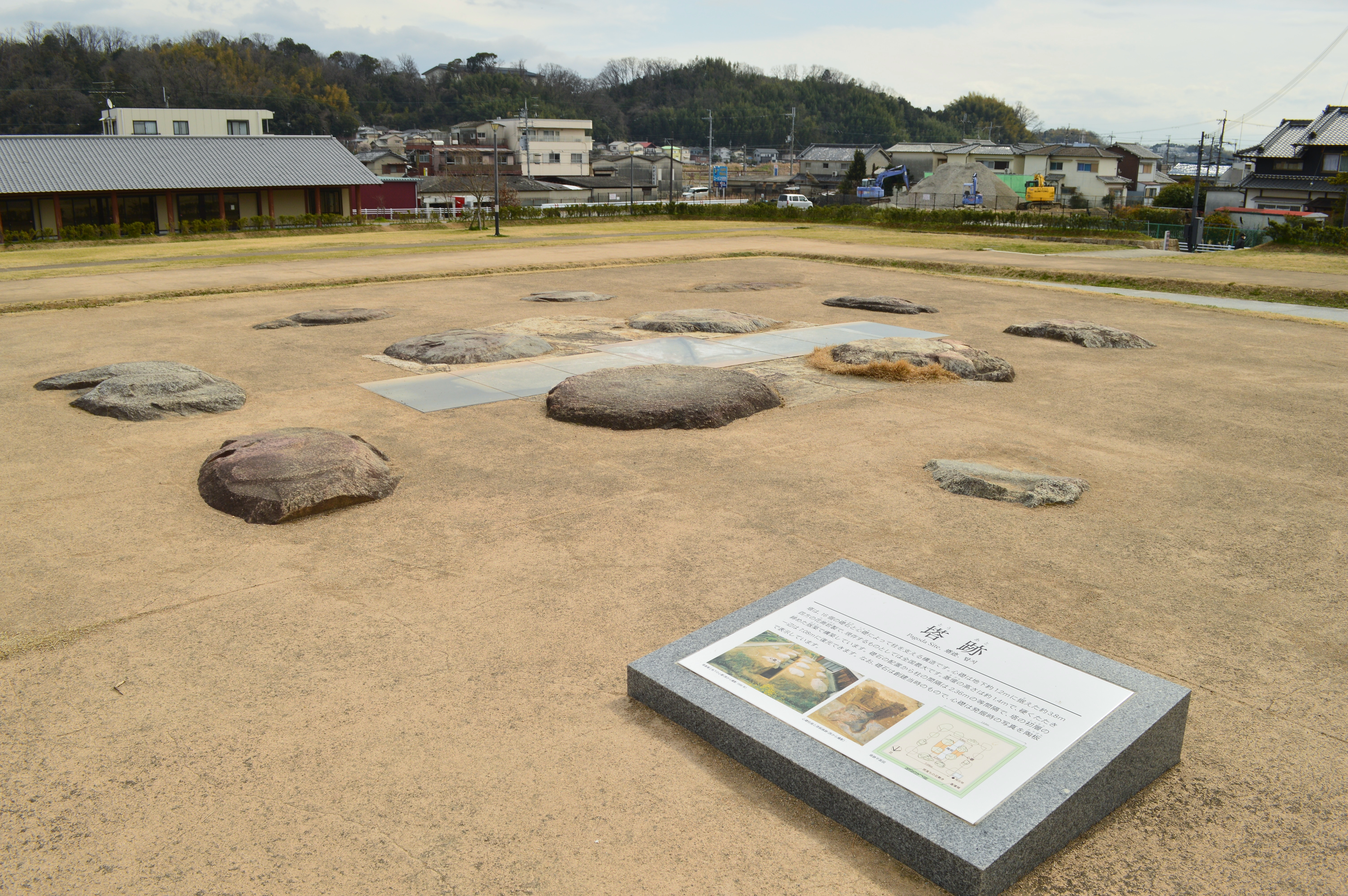
塔礎石
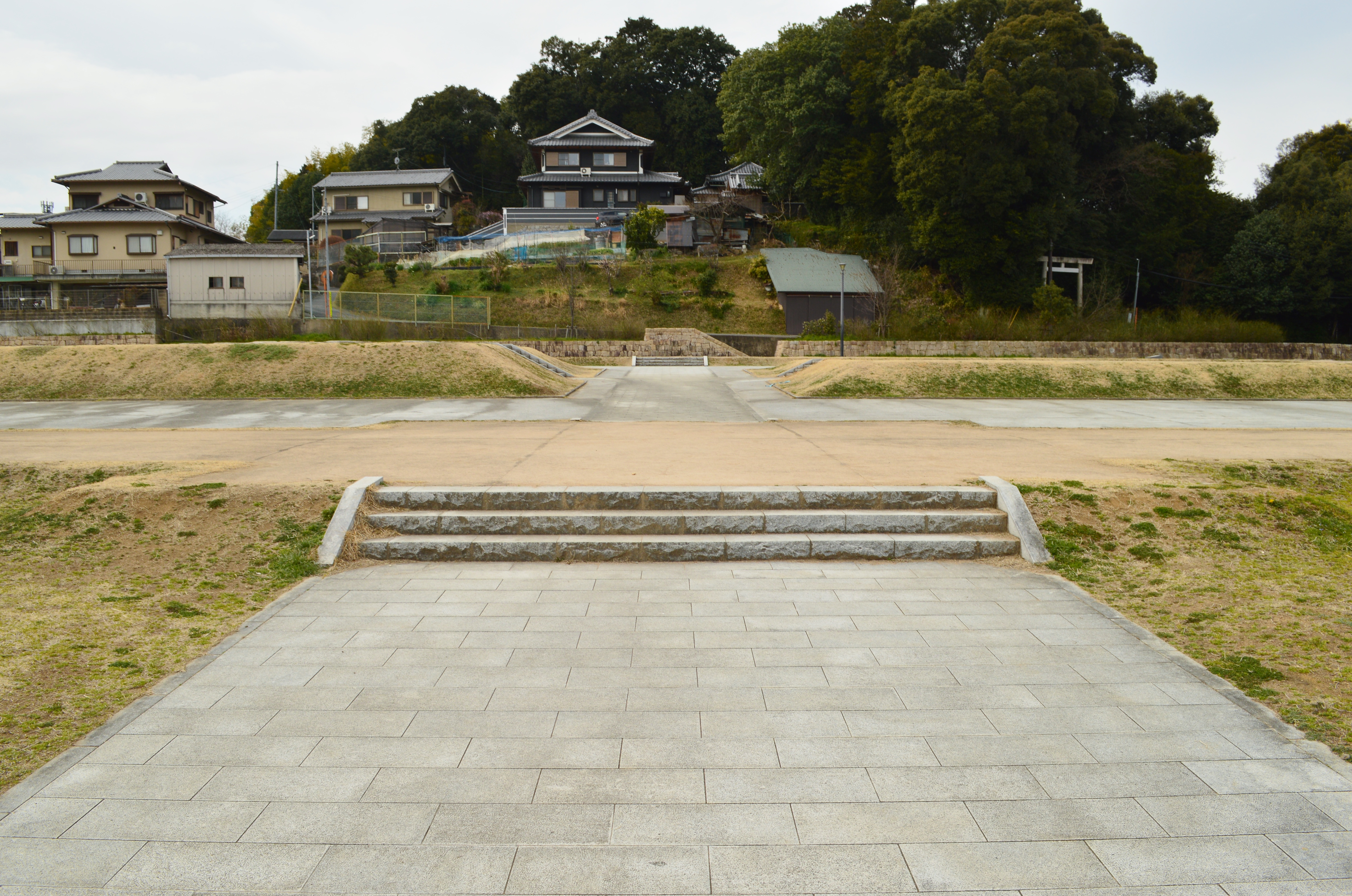
中門
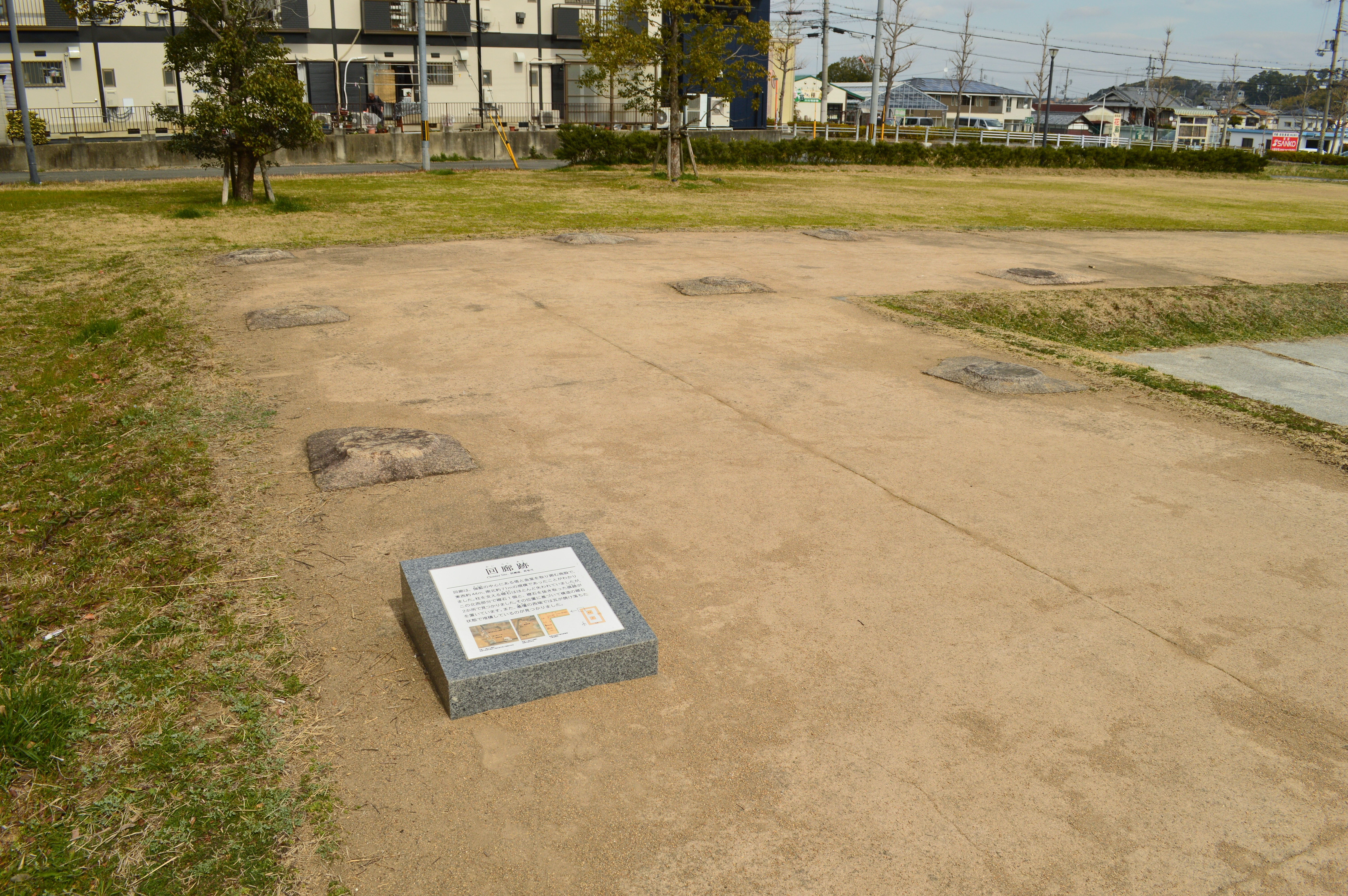
回廊北西隅
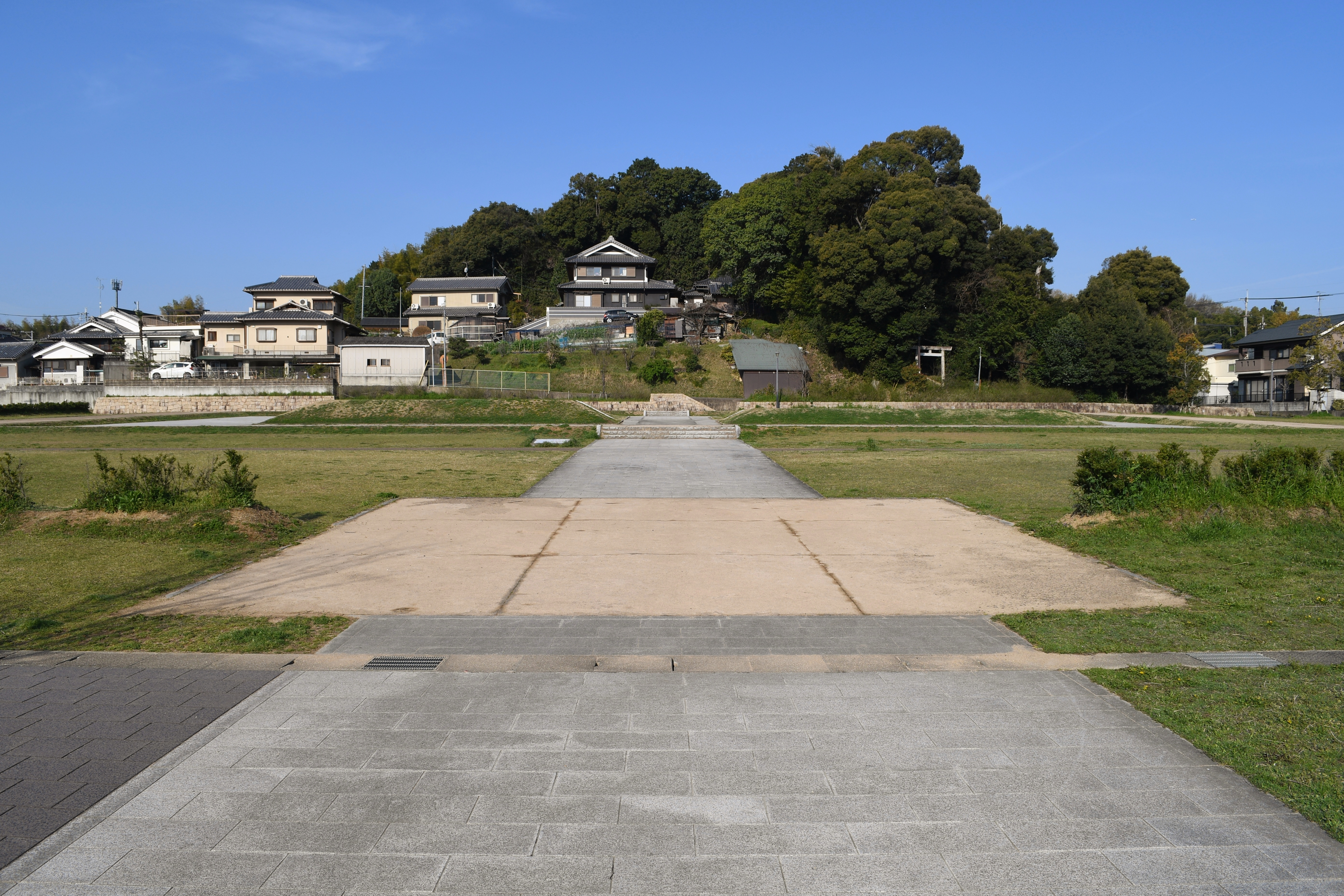
東門（東大門）
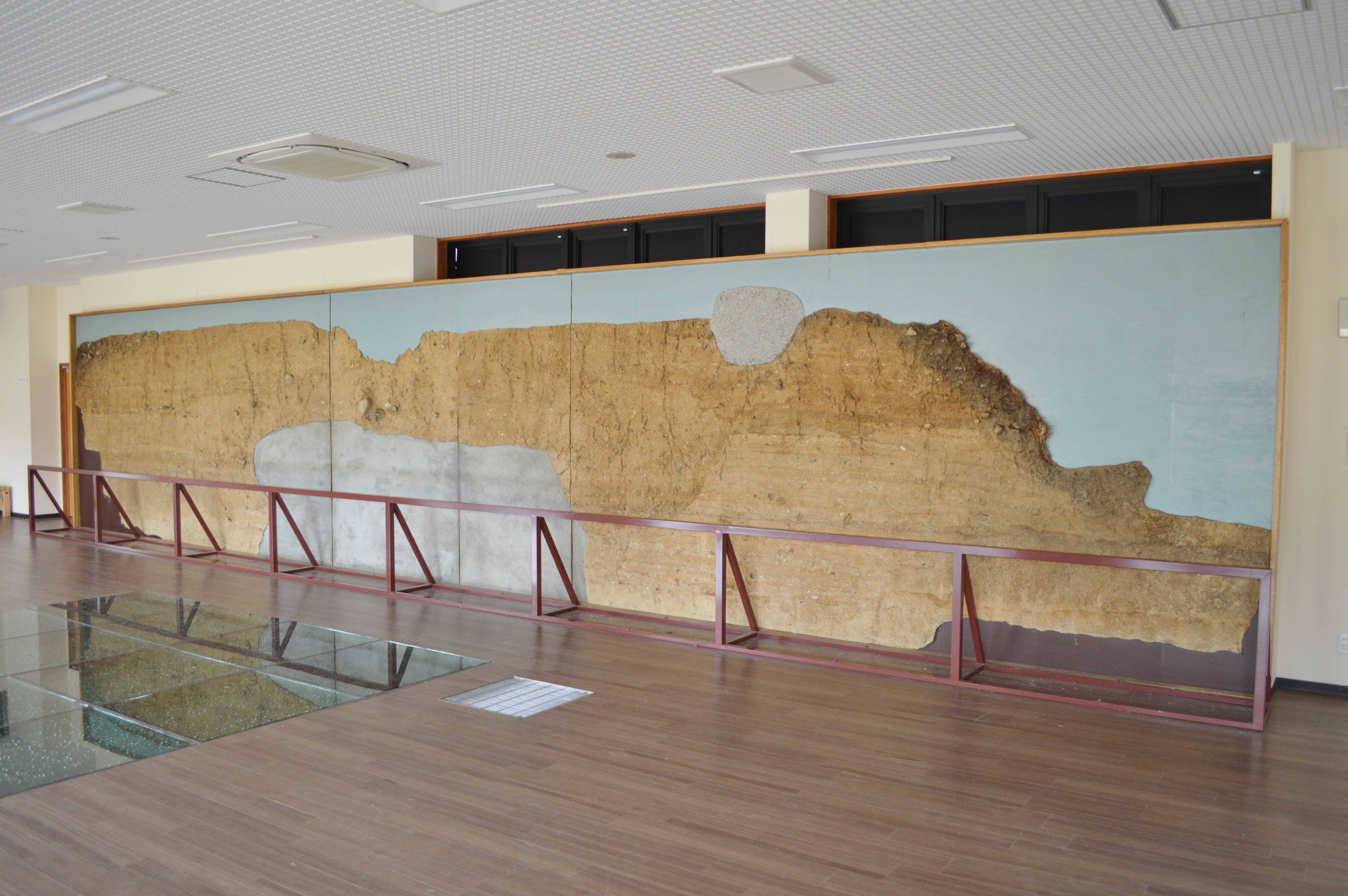
塔基壇剥ぎ取り土層 尼寺廃寺跡学習館展示。
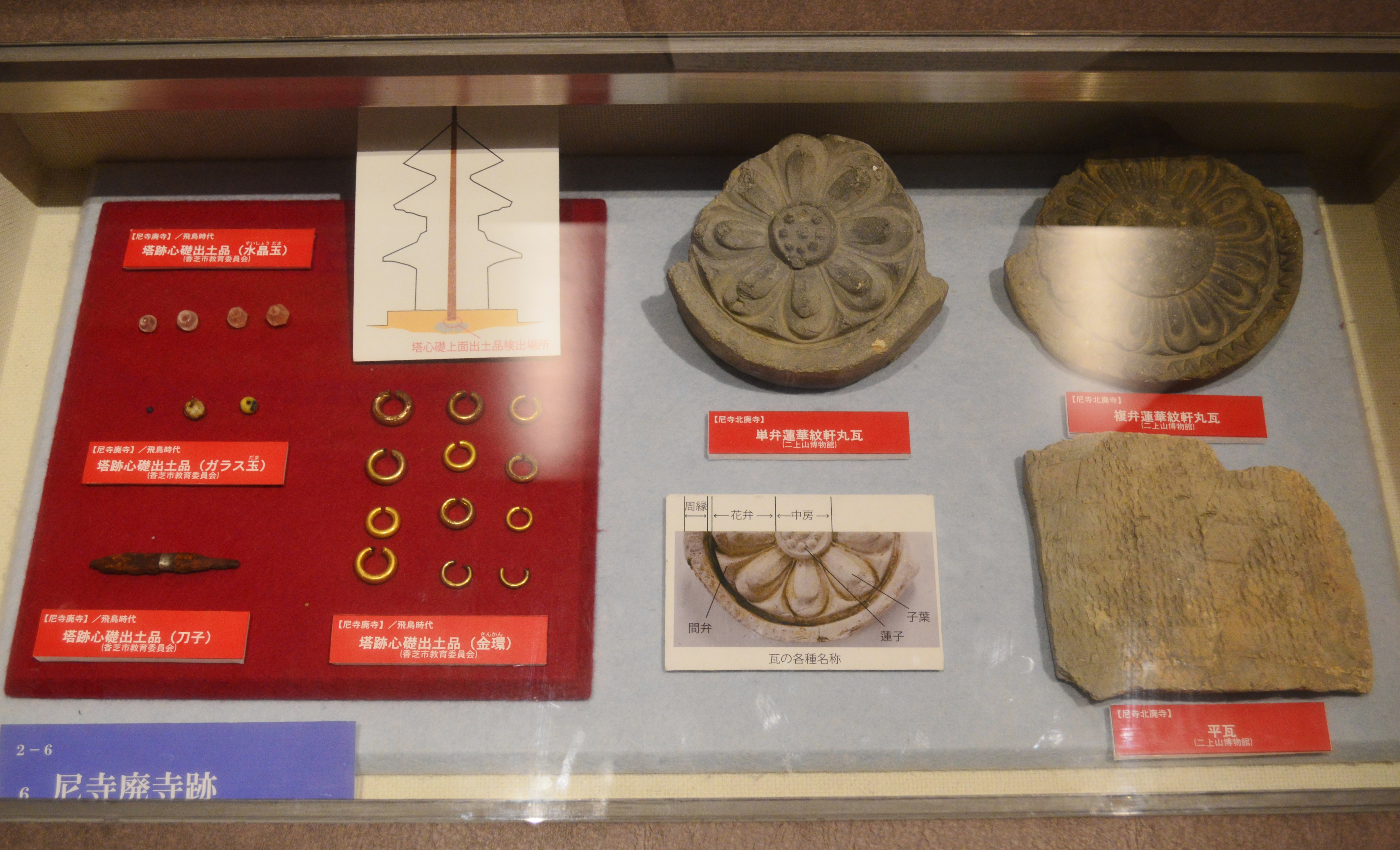
出土品 塔跡心礎出土品は奈良県指定文化財。香芝市二上山博物館展示。

### 南廃寺

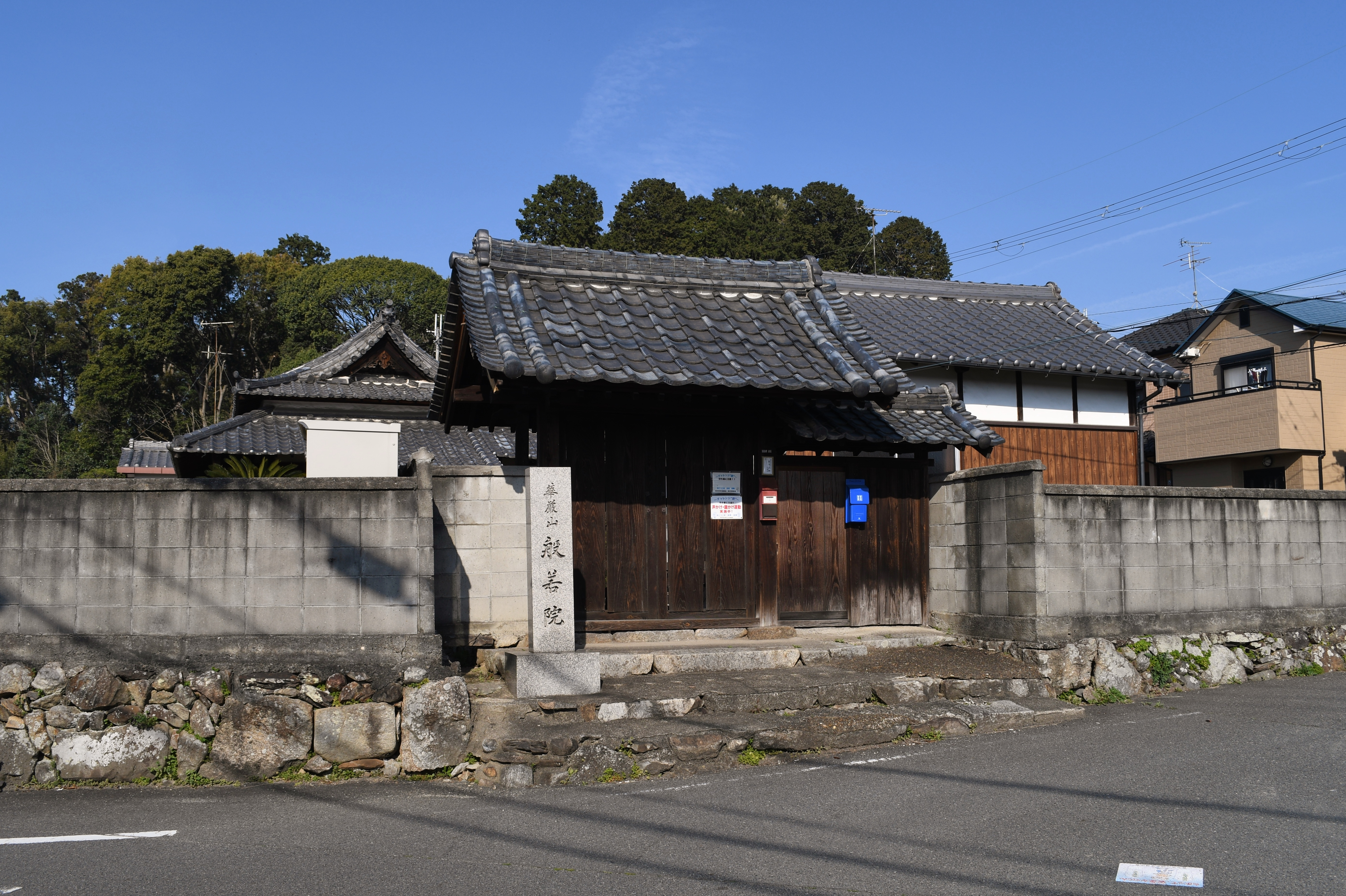
般若院

南廃寺（尼寺南廃寺）の寺域は不明。主要伽藍は現在の般若院境内と重複し、金堂が東、塔が西に配される南向きの法隆寺式伽藍配置である。金堂跡は南北約14メートル・東西9.5メートル以上、塔跡は約12.1メートル四方を測る。般若院境内には原位置を保たない礎石が遺存するほか、境内からは多量の瓦が出土している。また般若院から東約50メートルの薬師堂付近は何らかの堂宇の基壇と見られ、原位置を保つと見られる礎石が遺存するほか、かつて基壇中央付近から刀が出土したが埋め戻されたという（基壇荘厳具か）。
寺域からの出土品としては多量の瓦があり、斑鳩寺（法隆寺若草伽藍）創建期軒丸瓦の同笵瓦や坂田寺式軒丸瓦が含まれることから、北廃寺よりも早い時期の創建であることが確実視される。出土瓦の様相によれば、白鳳期の7世紀中葉頃に造営が開始され、7世紀後半頃までに金堂は完成したが、塔の造営は続いたと見られる。そして平安時代頃までは存続が認められるが、その後は廃絶したとされる。

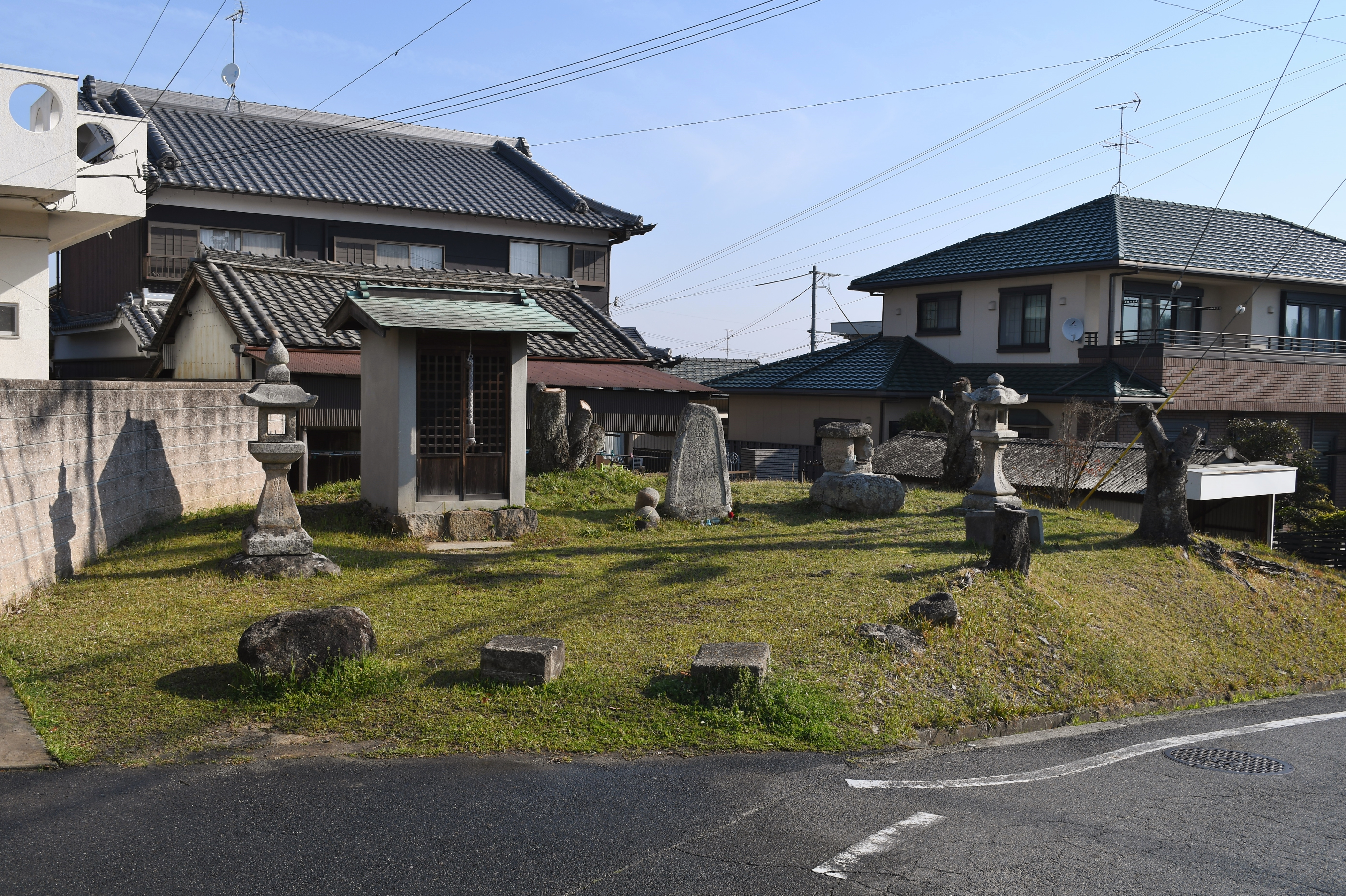
薬師堂付近

## 文化財

### 国の史跡
- 尼寺廃寺跡 - 2002年（平成14年）3月19日指定[1]。

### 奈良県指定文化財
- 有形文化財
  - 尼寺廃寺塔跡心礎出土品（考古資料） - 明細は以下。所有者は香芝市教育委員会、香芝市二上山博物館保管。2019年（平成31年）2月22日指定[2][12]。
    - 耳環 12点
    - 刀子 1点
    - 水晶玉 4点
    - ガラス玉 3点

## 現地情報
所在地
- 北廃寺：奈良県香芝市尼寺2丁目（尼寺廃寺跡史跡公園内）
- 南廃寺：奈良県香芝市尼寺2丁目（般若院・薬師堂付近）

交通アクセス
- 鉄道：西日本旅客鉄道（JR西日本）和歌山線 畠田駅（徒歩約10分）

関連施設
- 尼寺廃寺跡学習館（香芝市尼寺） - 尼寺北廃寺跡に隣接。塔心礎模型・塔基壇剥ぎ取り土層を展示。
- 香芝市二上山博物館（香芝市藤山） - 尼寺廃寺跡出土品等を展示。

周辺
- 平野古墳群
  - 平野塚穴山古墳 - 国の史跡。
- 畠田古墳 - 奈良県指定史跡。
- 火幡神社 - 延喜式内社（名神大社）。

## 関連文献
（記事執筆に使用していない関連文献）
- 『尼寺廃寺跡第7次 発掘調査報告書 -北葛城郡王寺町-（奈良県遺跡調査概報 1994年度別刷）』奈良県立橿原考古学研究所、1995年。